# 아라이 마사오
아라이 마사오(荒井 政雄, 1949년 6월 6일 ~ 2024년 11월 9일)는 1976년 하계 올림픽에 출전한 일본의 레슬링 선수였다. 아라이는 2024년 11월 9일 75세의 나이로 사망했다.